# Mistrzostwa Świata w Piłce Nożnej 2026 (eliminacje strefy CAF)/Grupa I
Ten artykuł dotyczy trwającego lub niedawnego wydarzenia sportowego. Informacje w nim zamieszczone mogą się zmienić lub zdezaktualizować wraz z postępem zdarzenia. Początkowe doniesienia, wyniki lub statystyki mogą być niepewne. Ostatnie aktualizacje do tego artykułu mogą nie odzwierciedlać najbardziej aktualnych informacji.
W Grupie I pierwszej rundy eliminacji do Mistrzostw Świata 2026 biorą udział następujące zespoły:
- Mali
- Ghana
- Madagaskar
- Republika Środkowoafrykańska
- Komory
- Czad

## Tabela
| Lp. | Drużyna                      | M | Z | R | P | B+ | B- | +/– | Pkt | Kwalifikacja                     |     | Ghana | Komory | Madagaskar | Mali | Republika Środkowoafrykańska | Czad |
| --- | ---------------------------- | - | - | - | - | -- | -- | --- | --- | -------------------------------- | --- | ----- | ------ | ---------- | ---- | ---------------------------- | ---- |
| 1   | Ghana                        | 6 | 5 | 0 | 1 | 15 | 5  | +10 | 15  | Awans na Mistrzostwa Świata 2026 |     |       | paź    | 1–0        | wrz  | 4–3                          | 5–0  |
| 2   | Komory                       | 6 | 4 | 0 | 2 | 9  | 7  | +2  | 12  | Możliwy awans do drugiej rundy   |     | 1–0   |        | paź        | 0–3  | 4–2                          | 1–0  |
| 3   | Madagaskar                   | 6 | 3 | 1 | 2 | 9  | 6  | +3  | 10  |                                  |     | 0–3   | 2–1    |            | 0–0  | wrz                          | wrz  |
| 4   | Mali                         | 6 | 2 | 3 | 1 | 8  | 4  | +4  | 9   |                                  | 1–2 | wrz   | paź    |            | 1–1  | 3–1                          |      |
| 5   | Republika Środkowoafrykańska | 6 | 1 | 2 | 3 | 8  | 13 | −5  | 5   |                                  | paź | wrz   | 1–4    | 0–0        |      | 1–0                          |      |
| 6   | Czad                         | 6 | 0 | 0 | 6 | 1  | 15 | −14 | 0   |                                  | wrz | 0–2   | 0–3    | paź        | paź  |                              |      |

## Wyniki
| 17 listopada 202314:00 CET | Komory                                               | 4:2(1:1) | Republika Środkowoafrykańska            | Stade de Moroni, Moroni Sędzia: Kalilou Traore |
| 17 listopada 202314:00 CET | M’Dahoma 29' · Youssouf 50' · Saïd 58' · Maolida 67' | 4:2(1:1) | 10' (sam.) Abdallah · 74' (sam.) Zahary | Stade de Moroni, Moroni Sędzia: Kalilou Traore |

| 17 listopada 202317:00 CET | Ghana          | 1:0(0:0) | Madagaskar | Baba Yara Stadium, Kumasi Widzów: 45 000 Sędzia: Samir Guezzaz |
| 17 listopada 202317:00 CET | Williams 90+6' | 1:0(0:0) |            | Baba Yara Stadium, Kumasi Widzów: 45 000 Sędzia: Samir Guezzaz |

| 17 listopada 202320:00 CET | Mali                                       | 3:1(1:0) | Czad              | Stade 26 mars, Bamako Sędzia: Ahmad Heeralall |
| 17 listopada 202320:00 CET | K. Doumbia 45' · Niakaté 77' · Sissoko 81' | 3:1(1:0) | 53' Mouandilmadji | Stade 26 mars, Bamako Sędzia: Ahmad Heeralall |

| 20 listopada 202317:00 CET | Czad                                        | 0:3(0:1) | Madagaskar | Stade municipal d'Oujda, Wadżda (Maroko) Widzów: 3000 Sędzia: Tewodros Mitiku |
| 20 listopada 202317:00 CET | 10', 84' Rakotoharimalala · 90+1' Lapoussin | 0:3(0:1) |            | Stade municipal d'Oujda, Wadżda (Maroko) Widzów: 3000 Sędzia: Tewodros Mitiku |

| 21 listopada 202317:00 CET | Mali           | 1:1(0:0) | Republika Środkowoafrykańska | Stade 26 mars, Bamako Sędzia: Georges Gatogato |
| 21 listopada 202317:00 CET | K. Doumbia 76' | 1:1(0:0) | 79' Kondogbia                | Stade 26 mars, Bamako Sędzia: Georges Gatogato |

| 21 listopada 202317:00 CET | Komory      | 1:0(1:0) | Ghana | Stade de Moroni, Moroni Widzów: 11 628 Sędzia: Abdel Aziz Bouh |
| 21 listopada 202317:00 CET | Maolida 43' | 1:0(1:0) |       | Stade de Moroni, Moroni Widzów: 11 628 Sędzia: Abdel Aziz Bouh |

| 5 czerwca 202418:00 CEST | Republika Środkowoafrykańska | 1:0(1:0) | Czad | Stade Municipal d'Oujda, Wadżda Widzów: 1 300 Sędzia: Patrice Milazare |
| 5 czerwca 202418:00 CEST | Baboula 29'                  | 1:0(1:0) |      | Stade Municipal d'Oujda, Wadżda Widzów: 1 300 Sędzia: Patrice Milazare |

| 6 czerwca 202421:00 CEST | Mali              | 1:2(1:0) | Ghana                   | Stade du 26 Mars, Bamako Widzów: 50 200 Sędzia: Amin Omar |
| 6 czerwca 202421:00 CEST | Doumbia 45+1' (k) | 1:2(1:0) | 58' Nuamah · 90+4' Ayew | Stade du 26 Mars, Bamako Widzów: 50 200 Sędzia: Amin Omar |

| 7 czerwca 202418:00 CEST | Madagaskar        | 2:1(1:0) | Komory              | First National Bank Stadium, Johannesburg (Południowa Afryka) Sędzia: Jean Jacques Ndala Ngambo |
| 7 czerwca 202418:00 CEST | Raveloson 1', 66' | 2:1(1:0) | 90+4' Ben Nabouhane | First National Bank Stadium, Johannesburg (Południowa Afryka) Sędzia: Jean Jacques Ndala Ngambo |

| 10 czerwca 202421:00 CEST | Ghana                                   | 4:3(1:2) | Republika Środkowoafrykańska | Baba Yara Stadium, Kumasi Widzów: 39 000 Sędzia: Abdulrazg Ahmed |
| 10 czerwca 202421:00 CEST | Ayew 6', 60', 69' · Fatawu Issahaku 62' | 4:3(1:2) | 11', 41', 90' Mafouta        | Baba Yara Stadium, Kumasi Widzów: 39 000 Sędzia: Abdulrazg Ahmed |

| 11 czerwca 202415:00 CEST | Madagaskar | 0:0(0:0) | Mali | First National Bank Stadium, Johannesburg (Południowa Afryka) Sędzia: Patrice Tanguy Mebiame |
| 11 czerwca 202415:00 CEST |            | 0:0(0:0) |      | First National Bank Stadium, Johannesburg (Południowa Afryka) Sędzia: Patrice Tanguy Mebiame |

| 11 czerwca 202418:00 CEST | Czad                            | 0:2(0:0) | Komory | Stade Municipal d'Oujda, Wadżda Sędzia: Adalbert Diouf |
| 11 czerwca 202418:00 CEST | 59' Maolida · 76' Ben Nabouhane | 0:2(0:0) |        | Stade Municipal d'Oujda, Wadżda Sędzia: Adalbert Diouf |

| 19 marca 202517:00 CET | Republika Środkowoafrykańska | 1:4(1:2) | Madagaskar                                                       | Stade Larbi Zaouli, Casablanca (Maroko) Sędzia: Adalbert Diouf |
| 19 marca 202517:00 CET | Gambor 9'                    | 1:4(1:2) | 17', 21' Raveloson · 49' Randrianantenaina · 89' Rafanomezantsoa | Stade Larbi Zaouli, Casablanca (Maroko) Sędzia: Adalbert Diouf |

| 20 marca 202522:00 CET | Komory                             | 0:3(0:1) | Mali | Berkane Municipal Stadium, Barkan (Maroko) Sędzia: Mahmood Ali Mahmood Ismail |
| 20 marca 202522:00 CET | 20' Dorgeles · 55', 63' K. Doumbia | 0:3(0:1) |      | Berkane Municipal Stadium, Barkan (Maroko) Sędzia: Mahmood Ali Mahmood Ismail |

| 21 marca 202520:00 CET | Ghana                                                               | 5:0(3:0) | Czad | Ohene Djan Sports Stadium, Akra Sędzia: Ahmed Abdulrazg |
| 21 marca 202520:00 CET | Semenyo 2' · Williams 31' · Ayew 36' (k.) · Salisu 56' · Nuamah 68' | 5:0(3:0) |      | Ohene Djan Sports Stadium, Akra Sędzia: Ahmed Abdulrazg |

| 24 marca 202517:00CET | Republika Środkowoafrykańska | 0:0(0:0) | Mali | Stade Larbi Zaouli, Casablanca (Maroko) Sędzia: Godfrey Nkhakananga |
| 24 marca 202517:00CET |                              | 0:0(0:0) |      | Stade Larbi Zaouli, Casablanca (Maroko) Sędzia: Godfrey Nkhakananga |

| 24 marca 202520:00 CET | Madagaskar                  | 0:3(0:1) | Ghana | Grand Stade d'Al Hoceima, Al-Husajma (Maroko) Sędzia: Issa Sy |
| 24 marca 202520:00 CET | 11', 53' Partey · 58' Kudus | 0:3(0:1) |       | Grand Stade d'Al Hoceima, Al-Husajma (Maroko) Sędzia: Issa Sy |

| 25 marca 202522:00 CET | Komory   | 1:0(1:0) | Czad | Berkane Municipal Stadium, Barkan (Maroko) Sędzia: Akaté Gnama |
| 25 marca 202522:00 CET | Saïd 24' | 1:0(1:0) |      | Berkane Municipal Stadium, Barkan (Maroko) Sędzia: Akaté Gnama |

| 2025-09-dataCEST | Madagaskar |  | Republika Środkowoafrykańska |  |
| 2025-09-dataCEST |            |  |                              |  |

| 2025-09-dataCEST | Czad |  | Ghana |  |
| 2025-09-dataCEST |      |  |       |  |

| 2025-09-dataCEST | Mali |  | Komory |  |
| 2025-09-dataCEST |      |  |        |  |

| 2025-09-dataCEST | Ghana |  | Mali |  |
| 2025-09-dataCEST |       |  |      |  |

| 2025-09-dataCEST | Madagaskar |  | Czad |  |
| 2025-09-dataCEST |            |  |      |  |

| 2025-09-dataCEST | Republika Środkowoafrykańska |  | Komory |  |
| 2025-09-dataCEST |                              |  |        |  |

| 2025-10-dataCEST | Czad |  | Mali |  |
| 2025-10-dataCEST |      |  |      |  |

| 2025-10-dataCEST | Republika Środkowoafrykańska |  | Ghana |  |
| 2025-10-dataCEST |                              |  |       |  |

| 2025-10-dataCEST | Komory |  | Madagaskar |  |
| 2025-10-dataCEST |        |  |            |  |

| 2025-10-dataCEST | Ghana |  | Komory |  |
| 2025-10-dataCEST |       |  |        |  |

| 2025-10-dataCEST | Czad |  | Republika Środkowoafrykańska |  |
| 2025-10-dataCEST |      |  |                              |  |

| 2025-10-dataCEST | Mali |  | Madagaskar |  |
| 2025-10-dataCEST |      |  |            |  |

## Strzelcy

### 5 goli
- Jordan Ayew
- Kamory Doumbia

### 4 gole
- Rayan Raveloson

### 3 gole
- Myziane Maolida
- Louis Mafouta

### 2 gole
- Ernest Nuamah
- Thomas Partey
- Iñaki Williams
- El Fardou Ben Nabouhane
- Rafiki Saïd
- Njiva Rakotoharimalala

### 1 gol
- Marius Mouandilmadji
- Abdul Fatawu Issahaku
- Mohammed Kudus
- Mohammed Salisu
- Antoine Semenyo
- Kassim M’Dahoma
- Benjaloud Youssouf
- Loïc Lapoussin
- Lalaïna Rafanomezantsoa
- Arnaud Randrianantenaina
- Nene Dorgeles
- Youssoufou Niakaté
- Ibrahima Sissoko
- Vénuste Baboula
- Hugo Gambor
- Geoffrey Kondogbia

### Gole samobójcze
- Abdel-Hakim Abdallah (dla  RŚA)
- Younn Zahary (dla  RŚA)